# Facino Cane
Facino Cane ist eine Erzählung des französischen Schriftstellers Honoré de Balzac, die er im März 1836 in Paris schrieb. Sie erschien 1837 bei Delloye et Lecou als Band XII der Reihe Scènes de la vie parisienne der La Comédie humaine. In der Reihe Études philosophiques (1843) wurde das Werk unter dem Titel le Père Canet verlegt, anschließend erschien es 1844 in Scènes de la vie parisienne der la Comédie humaine neben la Messe de l'athée und de Sarrasine im Band X der Furne-Ausgabe, bei der Balzac den ursprünglichen Titel verwendete.

## Inhalt
Die Figur des zwanzigjährigen Erzählers, der in Armut im Pariser Maraisviertel nahe der Place de la Bastille in einem Mansardenzimmer wohnt, beschreibt die Atmosphäre des Faubourgs, das er bei seinen nächtlichen Streifzügen durchquert. Eines Tages wird er von seiner Aufwärterin zur Hochzeit einer ihrer Schwestern eingeladen, die bei einem Weinhändler in der Rue de Charenton stattfindet. Die Musikergruppe besteht aus drei Blinden, die man aus der Blindenanstalt geholt hatte; darunter befindet sich ein alter Klarinettist, von dem sich der Erzähler sofort in den Bann gezogen sieht. Es ist der 83-jährige Italiener Facino Cane, der ihm dann seine Lebensgeschichte erzählt und ihn bittet, mit ihm nach Venedig zu reisen.

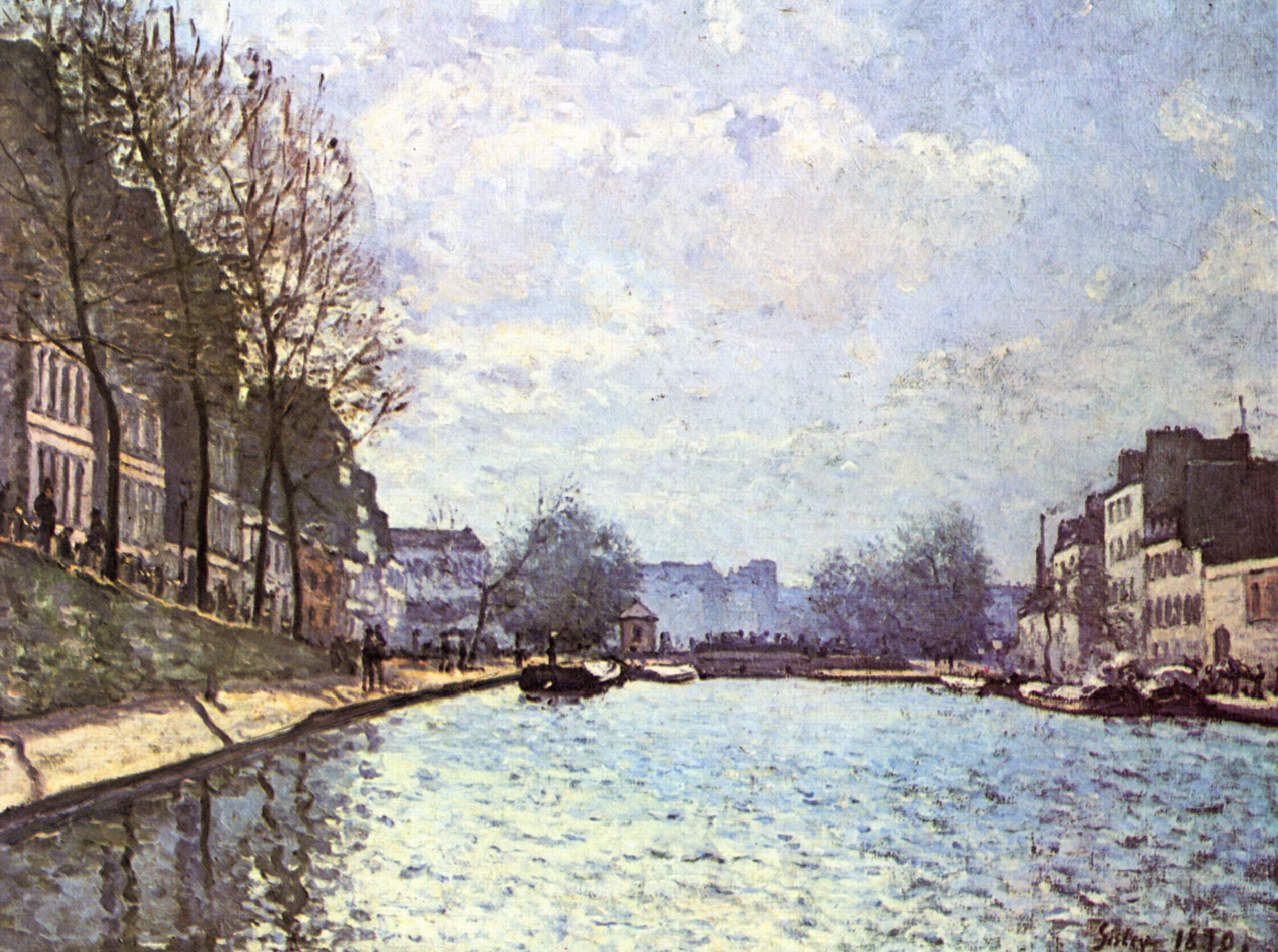
Canal Saint-Martin. Ölgemälde von Alfred Sisley 1870

In Paris „der alte Canet“ genannt, sei er tatsächlich der venezianische Patrizier Marco Facino Cane, Fürst von Varese. Auf die Frage, wie er sein Vermögen verloren habe, nimmt ihn Cane mit nach draußen. Am Rand des Canal Saint-Martin setzen sie sich und Cane beginnt mit seiner Geschichte: 1760 hatte er eine Liebesaffäre mit der Frau eines reichen Senators. Als dieser das Liebespaar überraschte, kam es zu Kampf, in dem Cane den Ehemann erwürgte. Zwar konnte er mit wenigen Wertsachen flüchten, doch wurde er in Abwesenheit verurteilt und sein Vermögen konfisziert. Er kam zunächst nach Mailand, wo er sich der Spielsucht hingab. Da er jedoch den starken Wunsch verspürte, Bianca wiederzusehen, kehrte er nach Venedig zurück und versteckte sich bei ihr. Nach einem halben Jahr wurde er durch einen Nebenbuhler entdeckt und in den Kerker des Dogenpalastes geworfen. Doch bei seiner Verhaftung konnte er noch den Stumpf eines Schwertes in seiner Faust verstecken; mit diesem Werkzeug versuchte er nun die Flucht, indem er einen Schacht durch das Mauerwerk freilegte. Er gelangte dabei zwar nicht ins Freie, aber nach der Identifikation arabischer Schriftzeichen kroch er zu einem angrenzenden Raum des Dogenpalasts, in dem große Goldschätze und Diamanten gelagert waren. Daraufhin konnte Cane den Wärter überreden, mit ihm und dem Schatz zu fliehen. Über die Levante schiffte er sich zunächst nach Frankreich ein, verkaufte Diamanten in London und Amsterdam, um sich dann mehrere Jahre in Madrid zu verstecken. 1770 gelangte er mit spanischem Namen nach Paris, doch eine Frau, in die er sich verliebte, eine Mätresse am Hofe Ludwigs XV., brachte ihn um sein restliches Vermögen, als er zu erblinden drohte. Er landete nach einem Aufenthalt in der Irrenanstalt Bicêtre in einer Blindenanstalt, hilflos und unfähig seine wahre Identität preiszugeben. Facino verspürt jetzt nur noch einen Wunsch, den nach Gold:
Je sens l'or. Quoique aveugle, je m'arrête devant les boutiques de joailliers. Cette passion m'a perdu, je suis devenu joueur pour jouer de l'or.

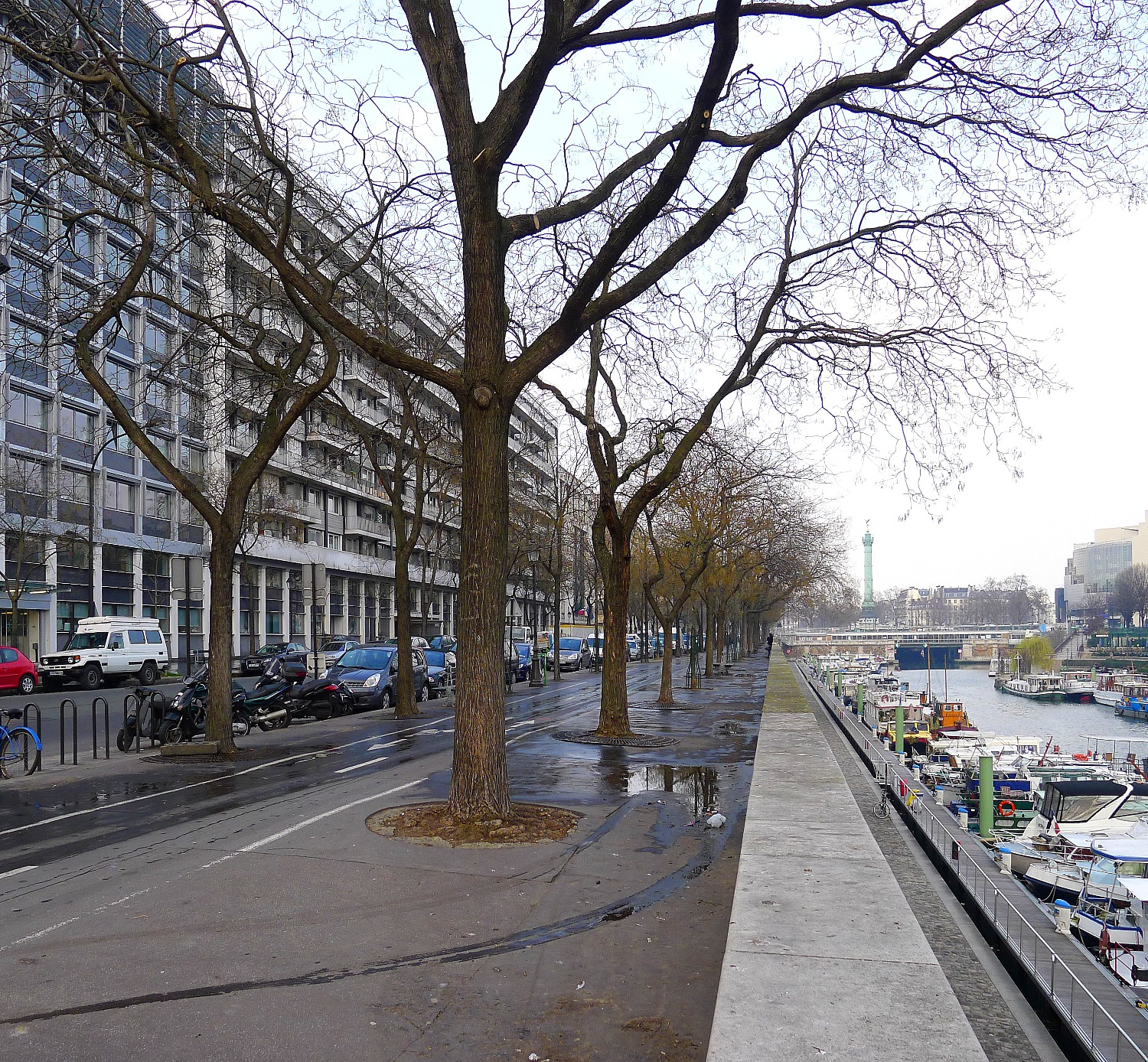
Boulevard Boudon, Ort des Treffens mit Facino Canet

Er fordert erneut den Erzähler auf, ihn nach Venedig zu begleiten; er werde die verborgenen Schätze finden, von denen er meine, dass sie ihm zustehen, und ihn dann zu seinem Erben, dem Grafen von Varese machen. Der Erzähler beruhigt ihn und verspricht, mit ihm nach Venedig zu fahren; gemeinsam bricht man vom Boulevard Bourdon auf; er bringt ihn zurück in die Blindenanstalt, wo er wenige Monate darauf stirbt.

## Hintergrund

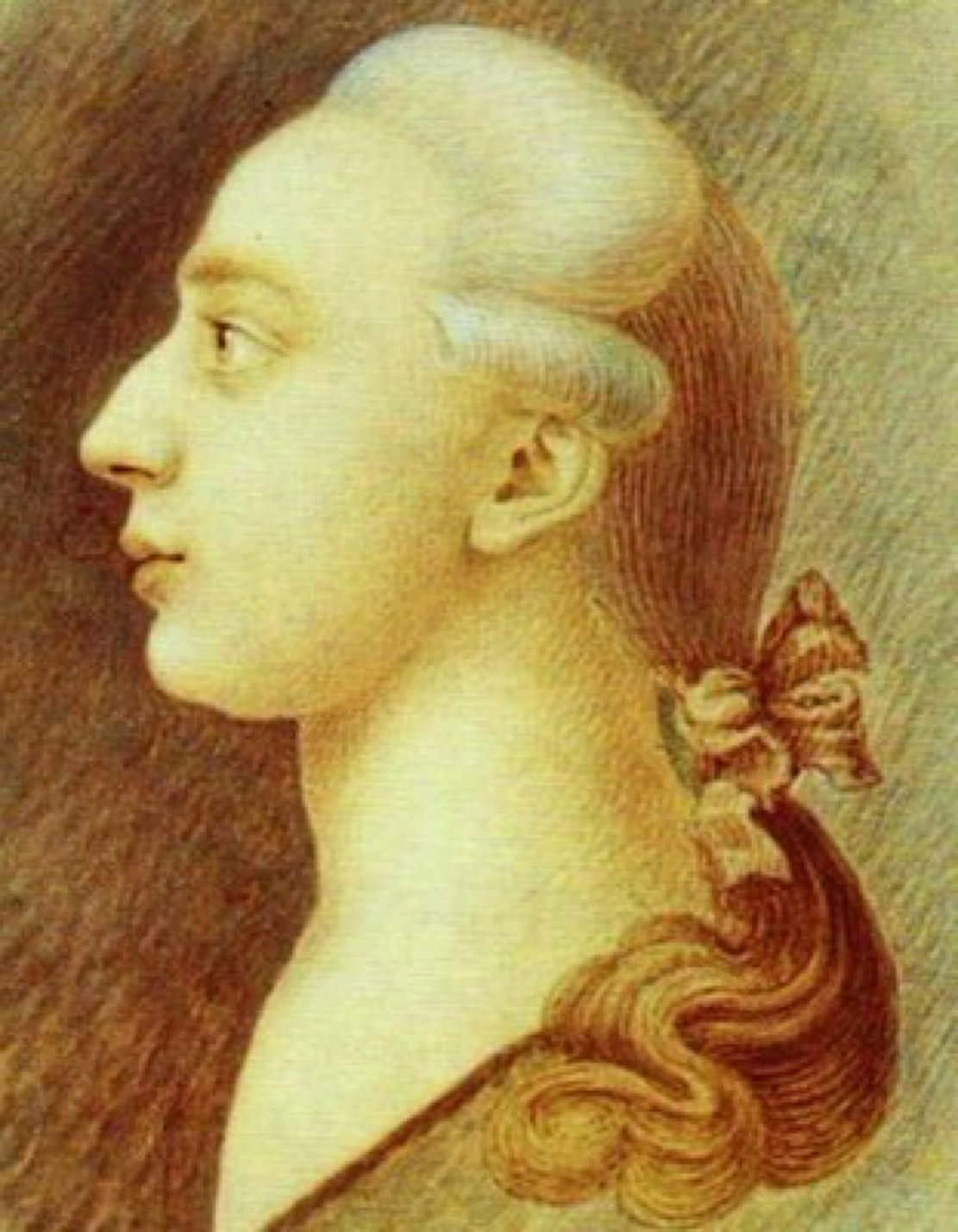
Francesco Casanova: Porträt des Giacomo Casanova, (um 1750–1755)

Die kurze Geschichte ist mit ihren Bezügen zu Venedig eine Reminiszenz an Giacomo Casanova und ähnelt damit Balzacs Novelle Sarrasine (1831). Der Erzähler hört die unglaubliche Geschichte vom Leben des blinden Musikers, der sich für einen venezianischen Edelmann hält, ausgestattet mit einer untrüglichen Nase für Gold, Held jugendlicher Abenteuer, Opfer gestohlenen Glücks, entkommen dem Kerker und nun geschlagen von Blindheit.
Der Ausbruch aus dem Kerker ist eine romantische Fantasie im Stile von Casanovas legendärer Flucht aus den Bleikammern Venedigs. Von Einfluss war der 1820 erschienene Schauerroman Melmoth der Wanderer von Charles Robert Maturin, ein Buch, das Balzac in Melmoth reconcié (1835) aufgriff. Ebenso zum Genre gehört Alexandre Dumas’ bald folgender Roman Der Graf von Monte Christo (1846), der zu den wohl berühmtesten Gefängnisausbruchsgeschichten zählt, dem Dumas noch La Dame de Monsureau, La Reine Margot und L'Homme au masque de fer folgen ließ. Ungewöhnlich ist der Kunstgriff, dass der Held der Geschichte in der Zelle die arabischen Wandinschriften seines toten Vorgängers identifizieren kann, was ihn als Spross einer mediterranen Kaufmannsfamilie ausweist. Der namenlose Erzähler wiederum ist ein verarmter Intellektueller aus der Mittelklasse, der inmitten der Arbeiter im Marais lebt und seine Umgebung lebhaft beobachtet, dies ein typisches Merkmal für die revolutionären Veränderungen in der Literatur des 19. Jahrhunderts. Der Erzähler handelt bei literarischer Unsichtbarkeit in der Rolle des „verkleideten Edelmannes“, ein weiterer Zug der romantischen Erzählweise.
Die Novelle ordnet sich nach Ansicht von Anne Geisler gut in die Etudes philosophiques ein, da sie die Besonderheiten der Erzählerfigur beschwört:
„Ich lebte sehr einfach und hatte die Bedingungen des Mönchslebens, das dem geistigen Arbeiter notwendig ist, auf mich genommen [...] Eine einzige Leidenschaft wollte ich meinem Forscherleben entziehen; aber gehörte sie nicht auch zum Studium? Ich beobachtete die Sitten des Faubourg, seine Bewohner und ihrer Charaktere.“
Der Gegenpart hierzu sei die romantische Figur des Facino Cane, der „Gold durch Mauern riechen kann“ – beide eine die Fähigkeit des seconde vue, ein fantastisches Element, das Balzac mit Louis Lambert (1832) entwickelt habe. Symbolisch aufgeladen sei die „Bestimmung des Facino Cane“, beherrscht von der monomanischen Gier nach Gold. Felix Davin schrieb in seiner Einleitung zu den Etudes philosophiques 1834:
„M. de Balzac considère la pensée comme la cause la plus vive de la désorganisation de l'homme.“
Andererseits passe die Novelle in den Zyklus von Balzacs Pariser Erzählungen; Venedig bleibe ein imaginärer Ort, oder vielleicht sogar nur erfunden. Ans Licht kommt die Identität des Erzählers, als sich Balzac selbst äußert:
Je demeurais alors dans une petite rue que vous ne connaissez sans doute pas, la rue Lesdiguières:
Man befindet sich demnach im Jahr 1820; Balzac ist damals zwanzig Jahre alt und lebt in seiner Mansarde in der Rue Lesdiguières.

## Ausgaben
- Honoré de Balzac: Facio Cane. Paris, Delloye et Lecou 1837.

- Deutsche Ausgaben:
  - Honoré de Balzac: Facino Cane – Sarrasine. Zwei Novellen. Ü: Hedwig Lachmann. Leipzig, Insel Verlag 1912 (Insel-Bücherei 19)
  - Honoré de Balzac: Meisternovellen. Ausgewählt und übersetzt von Eva Rechel-Mertens. Mit einem Nachwort von Felix Sössinger (Der Vikar von Tours – Sarrasine – Das unbekannte Meisterwerk – El Verdugo – Facino Cane – Eine Leidenschaft in der Wüste – Eine Episode aus der Schreckenszeit Christus in Flandern – Das Mädchen mit den Goldaugen – Melmoths Bekehrung). Zürich, Manesse-Verlag, 1953.
  - Honoré de Balzac: Die Beamten. Die menschliche Komödie, Band 13, Szenen aus dem Pariser Leben. Fritz-Georg Voigt (Hrsg.) (Die Beamten; Der Geschäftsmann; Pierre Grassou; Facino Cane; Sarrasine; Ein Prinz der Boheme; Komödianten ohne es zu wissen). Berlin und Weimar, Aufbau, 1980.

## Bibliographie
- Raffaele de Cesare, Balzac e i temi italiani di 'Facino Cane', Mélanges à la mémoire de Franco Simone : France et Italie dans la culture européenne, III: XIXe-XXe, Genève, Slatkine, 1984, S. 313–325.
- Jacques-David Ebguy, Le Récit comme vision: Balzac voyant dans ‘Facino Cane’, In: L’Année balzacienne, 1998, n° 19 S. 149-67.
- Esther Rashkin, Phantom Legacies: Balzac’s Facino Cane, Romanic Review, Nov. 1989, n° 80 (4), S. 529–40.